# Rezydent turystyczny
Rezydent turystyczny (ew. rezydent biura turystycznego) – zawód branży turystycznej. Przedstawiciel organizatora turystyki na kierunku wakacyjnym, którego obowiązkiem jest reprezentowanie swojego pracodawcy wobec klientów i podmiotów współpracujących z touroperatorem, nadzór nad zakontraktowanymi świadczeniami oraz szeroko rozumiana opieka nad turystami.

## Uwarunkowania prawne
Według klasyfikacji zawodów i specjalności na potrzeby rynku pracy, zawód rezydenta biura turystycznego jest zakwalifikowany pod pozycją 422102 do grupy „Pracownicy biurowi – Pracownicy obsługi klienta – Pracownicy do spraw informowania klientów – Konsultanci i inni pracownicy biur podróży – Rezydent biura turystycznego”.
Zawód nie jest regulowany, zatem nie ma obowiązku posiadania uprawnień czy licencji, a pracodawcy sami ustalają wymagania stawiane kandydatom do pracy w tym zawodzie. Ze względu na zbieżność zadań zawodowych wykonywanych przez rezydentów turystycznych z zadaniami pilota wycieczek pracodawcy mogą oczekiwać od rezydentów turystycznych spełnienia warunków ustawowych obowiązujących pilotów wycieczek.
Specyfika pracy rezydenta turystycznego jest zupełnie inna niż ta związana z pilotażem. Dlatego, mimo wielu podobieństw, profesje różnią się między sobą.

## Kształcenie zawodowe
Na rynku dostępne są szkolenia dla kandydatów na rezydentów turystycznych, w formie stacjonarnej i/lub e-learningu. Udział w nich jest dobrowolny. Wcześniejsze szkolenie jest bardzo wskazane dla osób, które chcą rozpocząć pracę w zawodzie rezydenta.
Kurs dla kandydatów na rezydentów turystycznych różni się programowo od kursu dla kandydatów na pilotów wycieczek.